# Valve Corporation
Valve Corporation, precedentemente Valve Software, è un'azienda statunitense che si occupa di sviluppo e distribuzione di videogiochi. Fondata nel 1996 da Gabe Newell e Mike Harrington con sede a Bellevue, l'azienda è nota per videogiochi come Half-Life, Team Fortress 2, Counter-Strike, Portal 2 e Dota 2 e per essere l'azienda sviluppatrice di Steam.

## Storia

### Inizi (1996-2003)

Il logo usato da Valve Corporation dal 1996 al 2018.

Valve Corporation, inizialmente Valve L.L.C., fu fondata da Gabe Newell e Mike Harrington, due ex-dipendenti di Microsoft, nel 1996 con base a Kirkland, Washington.
Il primo titolo realizzato da Valve, pubblicato nel novembre 1998, fu Half-Life. Tale videogioco fu accolto dalla critica con recensioni molto positive, ricevendo elogi in numerose recensioni e venendo anche classificato come il miglior sparatutto di sempre da IGN. Nello stesso anno, Valve Corporation acquisì TF Software PTY Ltd, i creatori del mod Team Fortress per Quake, distribuendo gratuitamente nel 1999 Team Fortress Classic in un aggiornamento di Half-Life.
Harrington lasciò l'azienda nel 2000.
Negli anni successivi, Valve continuò a interessarsi direttamente dei mod più popolari come Counter-Strike e Day of Defeat, sviluppando contemporaneamente la piattaforma di digital delivering Steam, la cui prima versione ufficiale fu distribuita nel 2003.

### The Orange Box e altri videogiochi (2004-2013)
Nel 2004, Valve commercializzò Counter Strike: Source, che fu il primo gioco dell'azienda ad utilizzare l'engine di gioco Source. Nel novembre dello stesso anno, Valve pubblicò Half-Life 2, che fu seguito da due espansioni episodiche, Half-Life 2: Episode One e Half-Life 2: Episode Two, le quali costituiscono i primi due tasselli di una trilogia che vede ancora il terzo episodio, Half-Life 2: Episode Three, inedito.
Insieme alla seconda espansione di Half-Life, nel 2007 Valve pubblicò anche Portal e Team Fortress 2 nella raccolta The Orange Box, i cui contenuti furono molto apprezzati dalla critica.
Nel 2008, Valve Corporation annunciò l'acquisizione di Turtle Rock Studios, rinominandola Valve South, per lo sviluppo di uno sparatutto cooperativo di nome Left 4 Dead e del suo sequel Left 4 Dead 2 l'anno successivo. Turtle Rock Studios tornò ad essere uno studio indipendente nel 2010.
Negli anni seguenti Valve pubblicò altri videogiochi, come Portal 2 nel 2011, Counter Strike: Global Offensive nel 2012 e Dota 2 nel 2013.

### Espansione oltre il software (2014-presente)

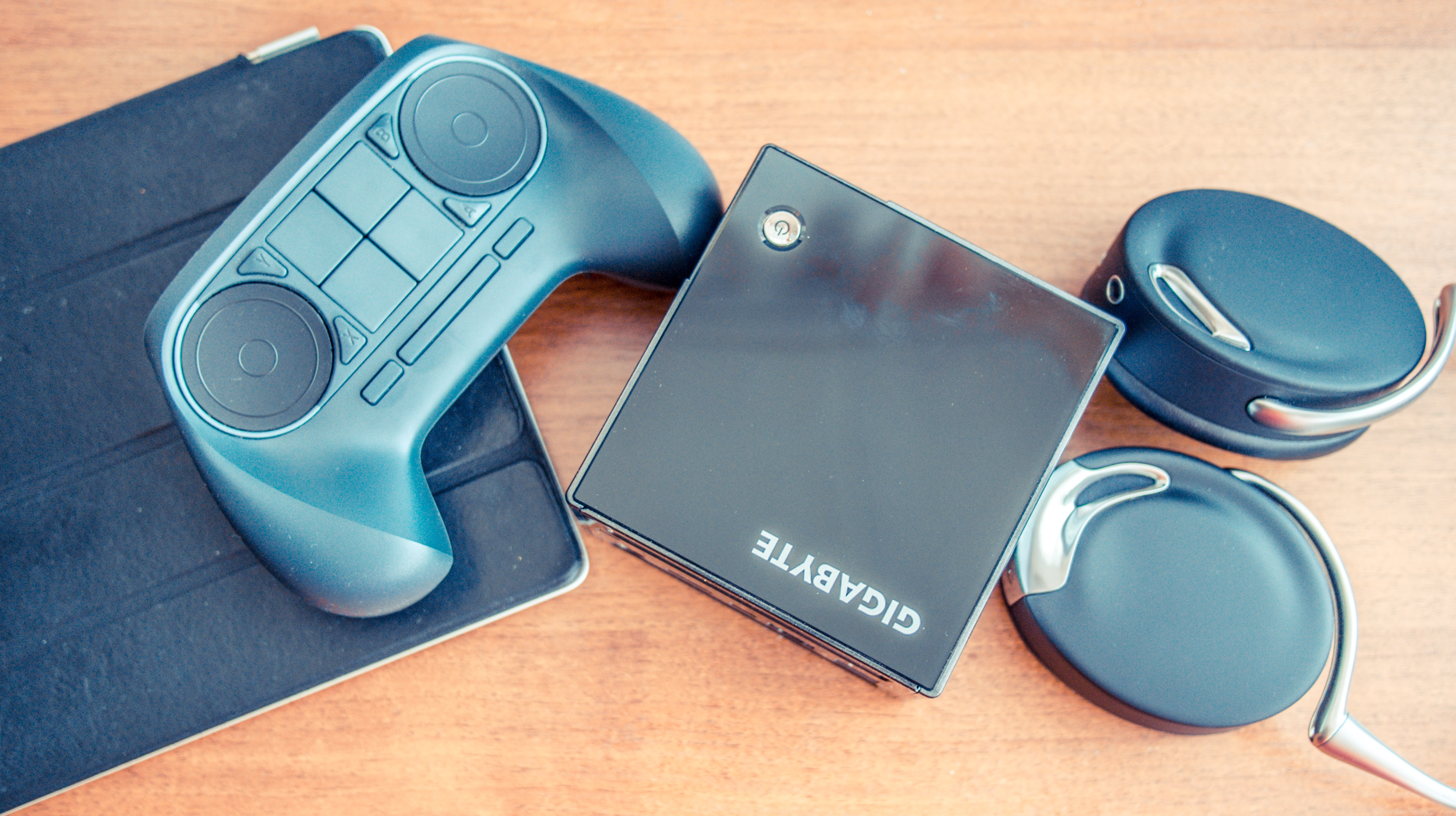
Steam Machine fu il primo prodotto ad essere distribuito da Valve Corporation al di fuori del mercato software.

Dopo la pubblicazione di Dota 2, Valve Corporation iniziò a spostare i suoi sforzi dallo sviluppo di videogiochi allo sviluppo della piattaforma Steam e di altri prodotti non legati al software. Nel 2015 l'azienda entrò nel mercato hardware distribuendo la Steam Machine con scarso successo.
Secondo una stima del 2017, i guadagni di Valve Corporation legati alla piattaforma di digital delivering sarebbero di circa quattro miliardi, in contrasto con l'informazione ufficiale degli anni 2010-2011 che riportava alcune centinaia di milioni. L'unico videogioco per PC dopo Dota 2 pubblicato da Valve Corporation, di nome Artifact, fu distribuito nel 2018 e perse il 95% dei giocatori in due mesi.
Il 28 giugno 2019 l'azienda distribuì il Valve Index, un visore per la realtà virtuale disponibile per Windows e Linux. Il prodotto fu accolto con un successo commerciale e con recensioni positive da parte della critica specializzata. Lo stesso anno Valve annuncia il videogioco Half Life: Alyx, esclusivamente in realtà virtuale, tornando al franchise Half-Life dopo circa tredici anni dall'ultimo capitolo.

## Controversie
Nel luglio 2016 l'azienda fu accusata, sia da enti pubblici sia da privati, di favoreggiare il gioco d'azzardo minorile a causa di numerosi siti di terze parti che permettevano di scommettere oggetti legati a videogiochi, in particolare Counter Strike: Global Offensive, utilizzando l'API di Steam. Il dipendente di Valve Erik Johnson dichiarò che l'azienda non aveva alcun rapporto commerciale con tali siti e che stava lavorando per farli chiudere. Nelle settimane seguenti più di 40 siti legati alle scommesse di oggetti dei videogiochi furono intimati dall'azienda a cessare le attività.
Dopo circa un anno dall'annuncio di Valve Corporation, solamente la metà dei siti contattati dall'azienda avevano cessato le attività. Inoltre, numerosi nuovi siti erano emersi mantenendo però profili più bassi, in modo simile al mercato nero. Nello stesso periodo, l'azienda annunciò simili provvedimenti per i siti di scommesse legati a Team Fortress 2.
Nel marzo 2018 Valve modificò il sistema degli scambi su Steam riguardanti Global Offensive, con l'obiettivo di intralciare i siti di scommesse. L'azienda aggiunse un periodo di sette giorni successivo ad ogni scambio durante i quali gli oggetti barattati sono bloccati, ovvero non possono essere scambiati.
Nonostante l'invasione russa dell'Ucraina del 2022 e le sanzioni internazionali imposte alla Russia, Valve Corporation ha continuato a fornire servizi al paese, suscitando critiche per aver sostenuto l'economia russa e ostacolato l'influenza delle sanzioni internazionali. Nel 2023, le vendite di console da gioco, inclusa la Steam Deck, sono più che raddoppiate in Russia. Valve non ha affrontato pubblicamente il conflitto, e l'utilizzo della piattaforma in Russia è stato complicato solo dalla sospensione dei servizi da parte dei fornitori di pagamento. A partire da gennaio 2024, una ricerca della Yale School of Management che ha valutato la reazione delle aziende all'invasione russa ha inserito Valve nella categoria "Grade F" di "Digging In", che significa "Sfida alle richieste di cessazione o riduzione delle attività".